# ألاغز (خورخورة)
ألاغز (بالفارسية: الاگز) هي قرية تقع في إيران في قسم خورخورة الريفي. يقدر عدد سكانها بـ 13 نسمة بحسب إحصاء 2016.